# Филипповка (Давлекановский район)
Фили́пповка (баш. Филипповка) — село в Давлекановском районе Республики Башкортостан Российской Федерации. Входит в состав Кадыргуловского сельсовета. 

## География

### Географическое положение
Расстояние до:
- районного центра (Давлеканово): 40 км,
- ближайшей ж/д станции (Давлеканово): 40 км.

## Население
| 2002 | 2009 | 2010 |
| ---- | ---- | ---- |
| 62   | ↘61  | ↘49  |

### Национальный состав
Согласно переписи 2002 года, преобладающие национальности — мордва-эрзяне (80 %), русские (20 %).